# Mount Hooker, Alberta
Mount Hooker är ett berg i Kanada.   Det ligger i provinsen Alberta, i den centrala delen av landet, 3 100 km väster om huvudstaden Ottawa. Toppen på Mount Hooker är 3 287 meter över havet.
Terrängen runt Mount Hooker är huvudsakligen bergig, men den allra närmaste omgivningen är kuperad.Trakten runt Mount Hooker är nära nog obefolkad, med mindre än två invånare per kvadratkilometer.. Det finns inga samhällen i närheten. 
Trakten runt Mount Hooker är permanent täckt av is och snö.